# 思い出すために
『思い出すために』（おもいだすために）は、寺山修司の詩に作曲した信長貴富の合唱組曲、およびその組曲中の一曲。のちに歌曲へも編曲された。

## 概説
2002年（平成14年）、信長は栗山文昭の還暦を祝うコンサートのために、「ぼくが死んでも」という曲を作曲、そのコンサートで初演した。清水敬一は「これは見事なお祝いの歌たりえていて、栗山さんもお喜びだったに違いありません」と評している。
「ぼくが死んでも」を基に組曲化の構想が生まれ、同年に女声合唱団「九月の風」の委嘱によりまず女声二部合唱組曲として発表、栗山の指揮で初演された。二部合唱＋ピアノという構成を選択したのは「いい旋律を明快に提示する」という信長の狙いがあり、歌詞も飾り気のない寺山のテキストが選ばれた。翌2003年（平成15年）には東京経済大学グリークラブの委嘱により男声合唱に編曲され、これも二部合唱＋ピアノという構成であった。2004年に合唱団「響」の委嘱により混声合唱に編曲された際は「混声という響きの広がりを伴うことで、寺山詩に滲むに滲む孤独の闇はより深いものになり、愛はより強い情念として表出されるだろう」として、四部合唱＋ピアノの構成となった。2015年にはこの狙いを基に、東京六大学合唱連盟の合同演奏のために、男声四部合唱版を発表した。同一曲で二部合唱版と四部合唱版が併存するのは異例のことであるが、信長はそれぞれの合唱団の特性に合わせて演奏形態を選択すればよいとする。混声・男声・女声の三バージョンがそろっていて、「歌い手は、作品世界へ、驚くほど自然に入っていけ」ることから、信長の作品の中でも特によく歌われる作品のひとつである。
歌曲版は2007年にバリトン歌手・野本立人からの委嘱により編曲された。さらに改訂に際し移調した版も作成し、それぞれ「低声版」「高声版」として発表されている。

## 構成
全6曲からなる。詩は「種子」のみ「時には母のない子のように」、他の5編は「少女詩集」に所収のもの。
1. かなしみ
2. てがみ
3. 世界のいちばん遠い土地へ
4. ぼくが死んでも
5. 思い出すために
6. 種子

## 楽譜
カワイ出版から出版されている。男声二部版、歌曲版は2020年現在、受注生産となっている。